# Janusz Gumuliński

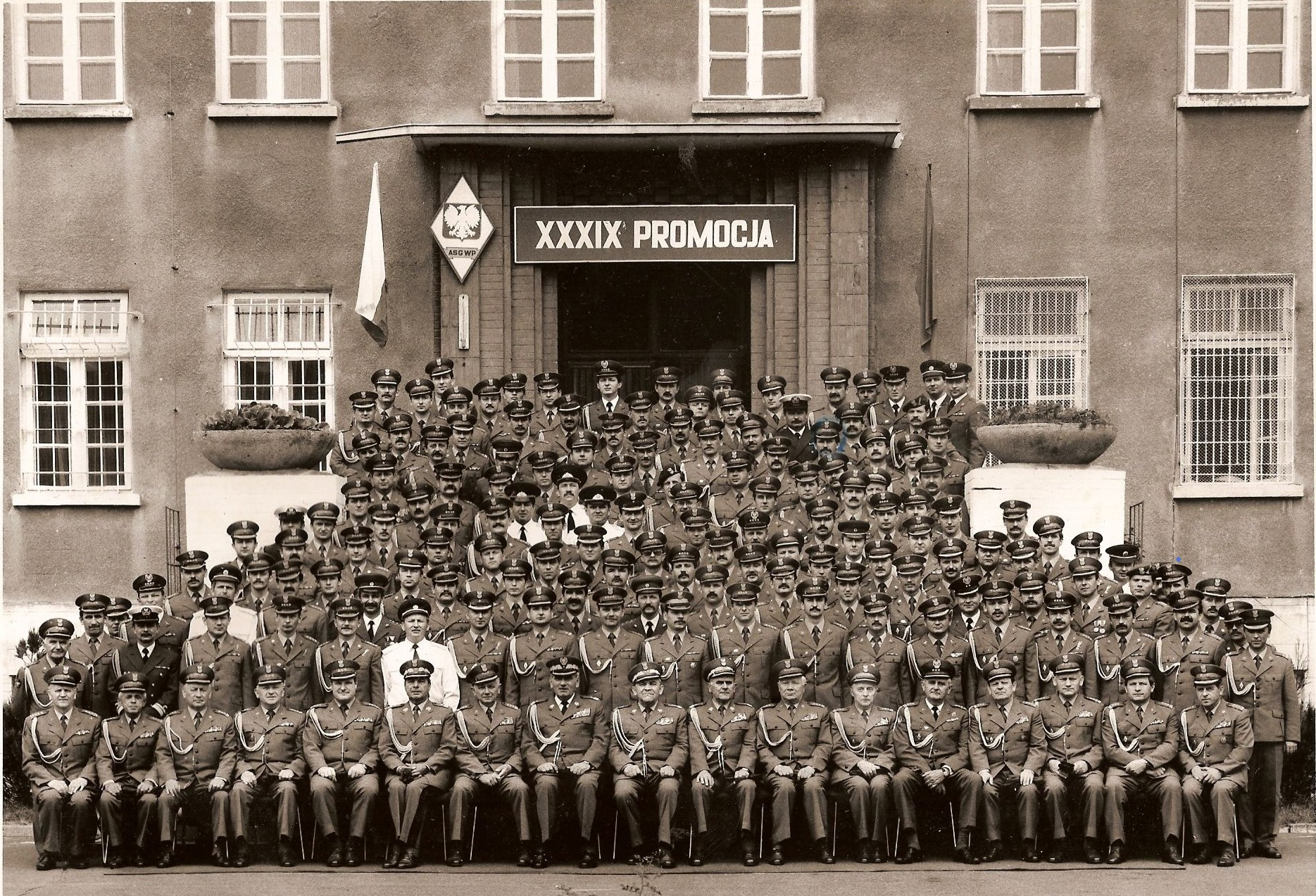
Kadra i absolwenci ASG WP w roku 1989, w pierwszym rzędzie 6 od lewej gen. bryg. Janusz Gumuliński, 7 – płk prof. Julian Kaczmarek, 8 – gen. bryg. dr Jan Celek, 9 – gen. dyw. prof. Władysław Mróz, 10 – gen. bryg. Kazimierz Leśniak, 11 – płk prof. Kazimierz Nożko, 13 – płk prof. Jerzy Machura.

Janusz Gumuliński (ur. 26 lipca 1927 w Warszawie, zm. 8 lipca 1992 tamże) – generał brygady Wojska Polskiego.

## Życiorys
Do 1942 skończył 7 klas szkoły podstawowej. W 1944 podczas łapanki w Warszawie został schwytany i wywieziony do okupowanej przez Niemcy Francji. Był robotnikiem przymusowym w niemieckim gospodarstwie w La Maxe do czasu wyzwolenia przez wojska amerykańskie. 1945-1946 szofer oddziału transportowego amerykańskich kompanii wartowniczych, następnie wrócił do kraju i został robotnikiem w tartaku w Słońsku. Jesienią 1947 wstąpił do WP, 1950 skończył Oficerską Szkołę Piechoty nr 2 w Jeleniej Górze ze stopniem podporucznika. Dowódca plutonu ckm w pułkowej szkole podoficerskiej, a od 1951 dowódca kompanii w 6 Pułku Piechoty w Częstochowie. W 1952 ukończył z oceną bardzo dobrą Kurs Dowódców i Szefów Sztabu Pułku Piechoty w Wyższej Szkole Piechoty w Rembertowie. Od 1952 szef sztabu 4 Pułku Piechoty w Kielcach, gdzie w 1957 ukończył liceum. W latach 1958–1961 studiował w Akademii Sztabu Generalnego WP w Warszawie. Studia ukończył z oceną bardzo dobrą i rozpoczął służbę w Zarządzie Operacyjnym Sztabu Generalnego WP, gdzie od 1966 był starszym pomocnikiem szefa Oddziału Szkolenia Operacyjnego ds. analizy wyników szkolenia oraz inspekcji i kontroli, a od 28 lutego 1969 szefem Oddziału Szkolenia Operacyjnego Zarządu Operacyjnego SG WP. W latach 1970–1972 studiował w Akademii Sztabu Generalnego Sił Zbrojnych ZSRR im. K. Woroszyłowa w Moskwie. Po studiach odbył praktykę liniową jako szef sztabu – zastępca dowódcy 16 Dywizji Pancernej w Elblągu (1972-1973), po czym powrócił na poprzednio zajmowane stanowisko szefa Oddziału Operacyjnego w Zarządzie Operacyjnym Sztabu Generalnego WP. 5 października 1978 uchwałą Rady Państwa mianowany generałem brygady; nominację wręczył mu w Belwederze 11 października 1978 przewodniczący Rady Państwa PRL prof. Henryk Jabłoński. W sierpniu 1980 przeniesiony do ASG WP, gdzie był szefem Katedry Sztuki Operacyjnej, od 1981 zastępca komendanta Wydziału Wojsk Lądowych. Od kwietnia do czerwca 1990 p.o. komendanta Wydziału Wojsk Lądowych tej akademii. 21 czerwca 1990 pożegnany przez ministra obrony narodowej gen. armii Floriana Siwickiego i przeniesiony w stan spoczynku z powodu osiągnięcia granicy wieku w posiadanym stopniu z dniem 14 listopada 1990.
Podczas pracy w Akademii Sztabu Generalnego WP prowadził osobiście dużo zajęć. Był wyróżniany za przygotowanie i udział w ćwiczeniach „Tarcza-76” i „Lato-83”
Zmarł w wyniku nowotworu i został pochowany na Wojskowych Powązkach (kwatera BII-10-7).

## Awanse
W trakcie wieloletniej służby w ludowym Wojsku Polskim otrzymywał awanse na kolejne stopnie wojskowe:
- podporucznik – 1950
- porucznik – 1952
- kapitan – 1953
- major – 1957
- podpułkownik – 1962
- pułkownik – 1967
- generał brygady – 1978

## Życie prywatne
Syn Lucjana i Heleny z Jaszewskich. Od 1954 był żonaty z Jadwigą z domu Sylwestrowicz. Małżeństwo miało córkę i syna.

## Odznaczenia
- Krzyż Oficerski Orderu Odrodzenia Polski (1987)
- Krzyż Kawalerski Orderu Odrodzenia Polski (1968)
- Złoty Medal „Siły Zbrojne w Służbie Ojczyzny” (1971)
- Srebrny Medal Siły Zbrojne w Służbie Ojczyzny
- Brązowy Medal Siły Zbrojne w Służbie Ojczyzny
- Złoty Medal „Za zasługi dla obronności kraju” (1975)
- Srebrny Medal „Za zasługi dla obronności kraju”
- Brązowy Medal „Za zasługi dla obronności kraju”
- Medal 30-lecia Polski Ludowej
- Medal 40-lecia Polski Ludowej
- Order Czerwonej Gwiazdy (ZSRR, 1968)
- Medal „Za Umacnianie Braterstwa Broni” (ZSRR, 1989)

I inne.